# Gaio Antonio (pretore)
Gaio Antonio (in latino: Gaius Antonius; 82 a.C. – 42 a.C.) è stato un politico romano della Repubblica, fratello del triumviro Marco Antonio.

## Biografia
Era il secondo figlio di Marco Antonio Cretico e Giulia Antonia. Nel 49 a.C. fu legato di Gaio Giulio Cesare: gli venne affidata, in collaborazione con Publio Cornelio Dolabella, la difesa dell'Illiria dai pompeiani. La flotta di Dolabella venne distrutta, e Antonio si trovò bloccato sull'isola di Curicta e venne obbligato ad arrendersi. A seguito delle vittorie di Cesare, venne rilasciato.
Nel 44 a.C. fu pretore di Roma, mentre il fratello maggiore Marco era console e il fratello minore Lucio tribuno della plebe. Nello stesso anno ricevette la provincia romana della Macedonia dove l'anno seguente, dopo aver opposto resistenza, venne catturato da Marco Giunio Bruto, uno degli uccisori di Cesare, che si era rifugiato lì dopo aver abbandonato Roma. Bruto tenne prigioniero Gaio per qualche tempo, ma all'inizio del 42 a.C., dietro istigazione di Quinto Ortensio Ortalo, che voleva vendicare la morte del proprio maestro Marco Tullio Cicerone, lo fece mettere a morte.

## Ascendenza
|                       |                     |                              | Genitori |  |  | Nonni                 |  |  | Bisnonni |  |
|                       |                     |                              |          |  |  | Marco Antonio Oratore |  |  | …        |  |
|                       |                     |                              |          |  |  | Marco Antonio Oratore |  |  | …        |  |
|                       |                     | …                            |          |  |  | Marco Antonio Oratore |  |  |          |  |
| Marco Antonio Cretico |                     |                              |          |  |  | Marco Antonio Oratore |  |  |          |  |
|                       |                     | …                            | …        |  |  |                       |  |  |          |  |
|                       |                     | …                            | …        |  |  |                       |  |  |          |  |
|                       |                     | …                            | …        |  |  |                       |  |  |          |  |
| Gaio Antonio          |                     | …                            |          |  |  |                       |  |  |          |  |
|                       | Lucio Giulio Cesare | Lucio Giulio Cesare Strabone |          |  |  |                       |  |  |          |  |
|                       | Lucio Giulio Cesare | Lucio Giulio Cesare Strabone |          |  |  |                       |  |  |          |  |
|                       | Lucio Giulio Cesare | Popillia                     |          |  |  |                       |  |  |          |  |
| Giulia                | Lucio Giulio Cesare |                              |          |  |  |                       |  |  |          |  |
|                       |                     | Fulvia                       | …        |  |  |                       |  |  |          |  |
|                       |                     | Fulvia                       | …        |  |  |                       |  |  |          |  |
|                       |                     | Fulvia                       | …        |  |  |                       |  |  |          |  |
|                       |                     | Fulvia                       |          |  |  |                       |  |  |          |  |